# Лудвика
Лу́двика (швед. Ludvika)— город, центр одноименной коммуны в южной части лена Даларна в Швеции. Занимает 83-е место среди городов Швеции по численности населения.

## История

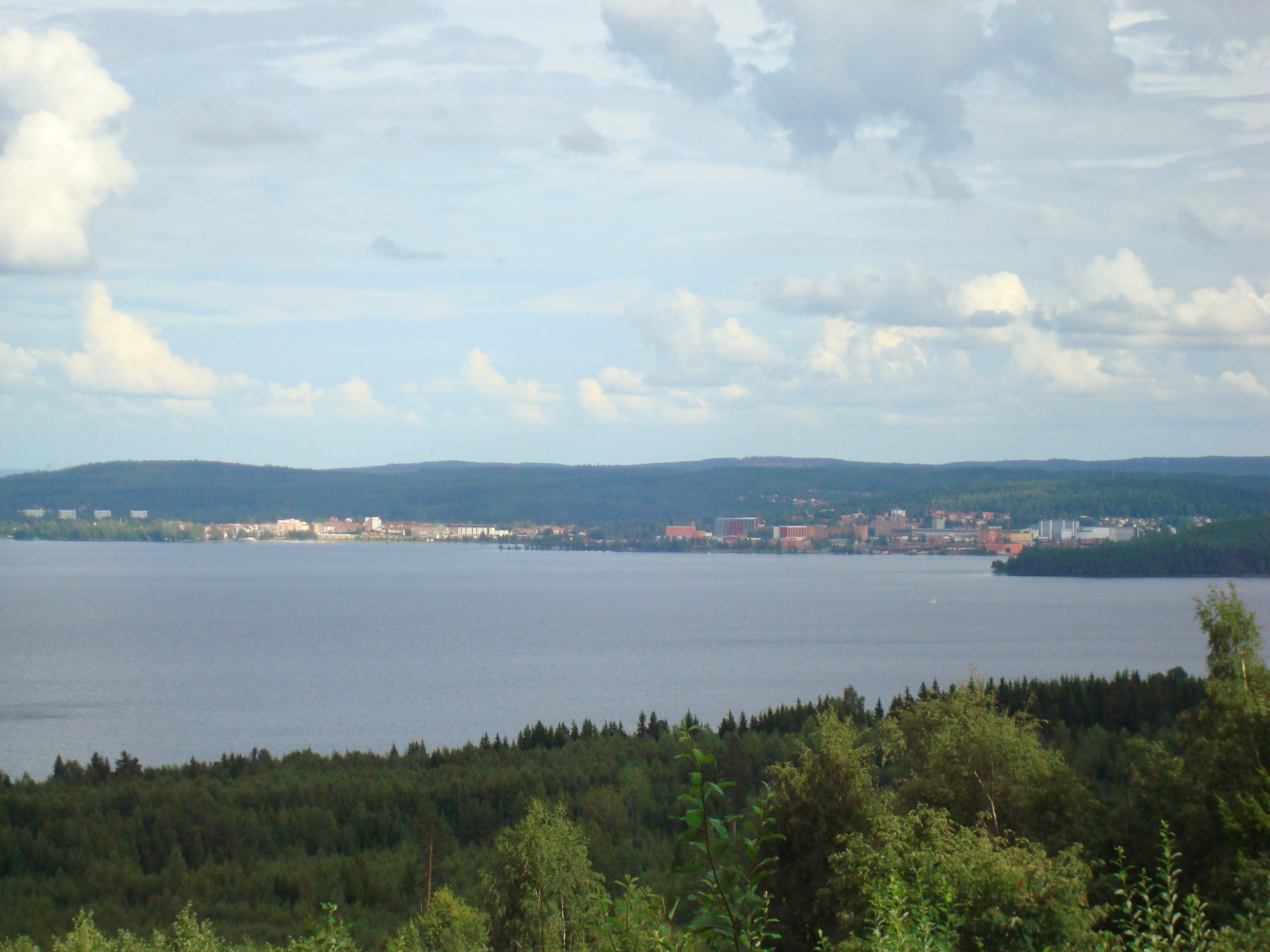
Лудвика, вид на озеро Весман

В середине 16 века во время поиска серебра в окрестностях нынешней Лудвики были открыты залежи железной руды. Так как Швеции железо было так же нужно, как и серебро, король Густав I Васа распорядился основать крунобрюк (чугунолитейный завод принадлежащий короне) в южной Даларне. Местность подходила для железного производства и потому что вокруг шахт растут густые леса. Для производства древесного угля, необходимого для выработки железа из руды, были приглашены финские семьи c условием обмена права проживания на обязанность производить древесный уголь. Для привода машин чугунного завода использовалась протока, имеющая ныне название Лудвика стрём, которая соединяет озера Весман и Овьре Хиллен. В 17 веке в окрестностях Лудвики открываются производства по переработке железа, что дало существенный толчок увеличению населения Лудвики. В 18 веке крунобрюк переходит в частные руки. В Лудвике открываются лесопилки и строится плотина. В конце 19 века Лудвика начинает превращаться в центр электротехнического производства и получает железную дорогу (1873 год). В 1919 году Лудвика была признана городом.
Сейчас в коммуне Лудвика проживают 25 813 жителей, по данным на 2011-06-28, из них порядка 15 000 - в городе Лудвика.

## Название
Современное имя Лудвика произошло, согласно основной версии, от Лявикен (Läviken — lä- подветренная сторона и viken- бухта) и впервые упоминалось в 1539 году. Позднее, в 18 веке, «слишком простое» название было облагорожено, вероятно, под влиянием имени Людвиг.

## Районы города
Лудвика состоит из 12 районов:
- Лудвика Горд (Ludvika Gård)
- Лоренсберга (Lorensberga)
- Ниссбу (Nissbo)
- Эстансбу (Östansbo)
- Гулан (Golan часть Östansbo)
- Йегарнес(Jägarnäs)
- Кнутсбу (Knutsbo)sv:Knutsbo
- Нутгорден (Notgården)

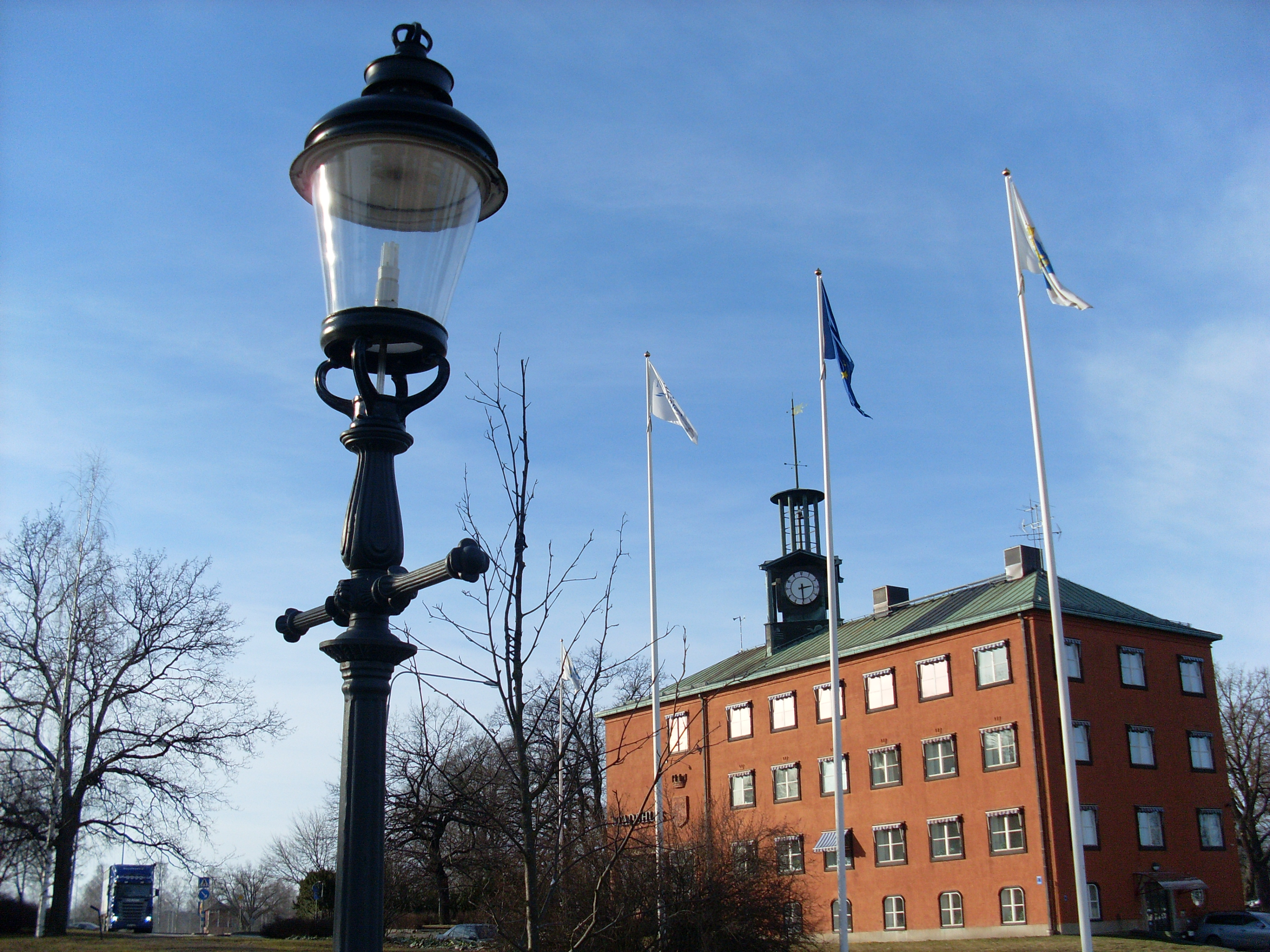
Лудвика, городская ратуша

- Хаммарбаккен (Hammarbacken)sv:Hammarbacken
- Марнес (Marnäs)
- Расфаллет (Rasfallet)
- Хёгбергет (Högberget)

## Достопримечательности в коммуне Лудвика

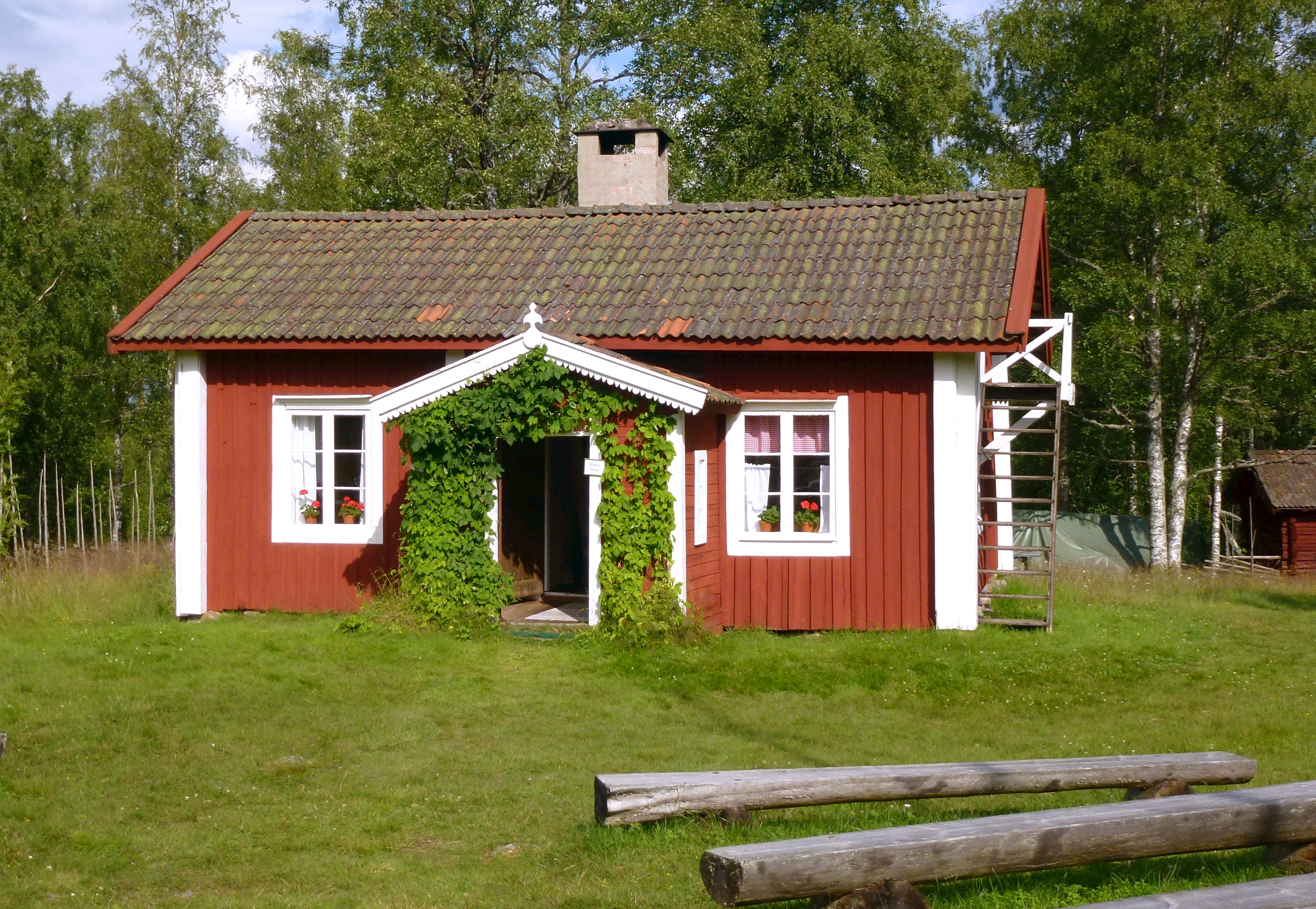
Дача Дана Андешона «Лоусастюга»

- хутор Бреншерн (Bränntjärnstorpet)
- Дар Кассели (Cassels donation)sv:Cassels donation
- Музей Дана Андешона (Dan Andersson museet) sv:Dan Andersson
- Гран ерде деревня (Grangärde kyrkby) sv:Grangärde
- Гран ерде собрание (Grangärde församling)
- Металлургический завод (Järnbruken) sv:Gravendal
- Фабричная среда (Bruksmiljön) sv:Hammarbacken
- плавильная печь Клена (Klenshyttan)sv:Klenshyttan
- Музей локомотивов в Граньесберй (Lokmuseet i Grängesberg)sv:Lokmuseet i Grängesberg
- Лудвика старый город (Ludvika gammelgård) там же музей шахты (Ludvika gruvmuseum)
- церковные тропинки Mårtens & Kullens (kyrkstigar)
- Луосастюга в Skattlösberg (med Luossastugan) sv:Skattlösberg
- Поселение рабочих шахты в Стура Хаген (Gruvarbetarbostäderna i Stora Hagen)
- озеро Västansjö (Grangärde) sv:Västansjö (Grangärde)

## «Даларнская Лошадка» в Лудвике
Напротив городского вокзала Лудвики установлена скульптура красная «Даларнская Лошадка» с надписью «Добро пожаловать в Лудвику», но при этом Лудвика имеет собственную историческую окраску для Лошадки — голубую или бело-голубую.
|                                     |                                                     |                                            |
| Лошадка напротив городского вокзала | Лудвикская (голубая) и Даларнская (красная) Лошадки | Самая большая Даларнская Лошадка из Авеста |

## Экономика

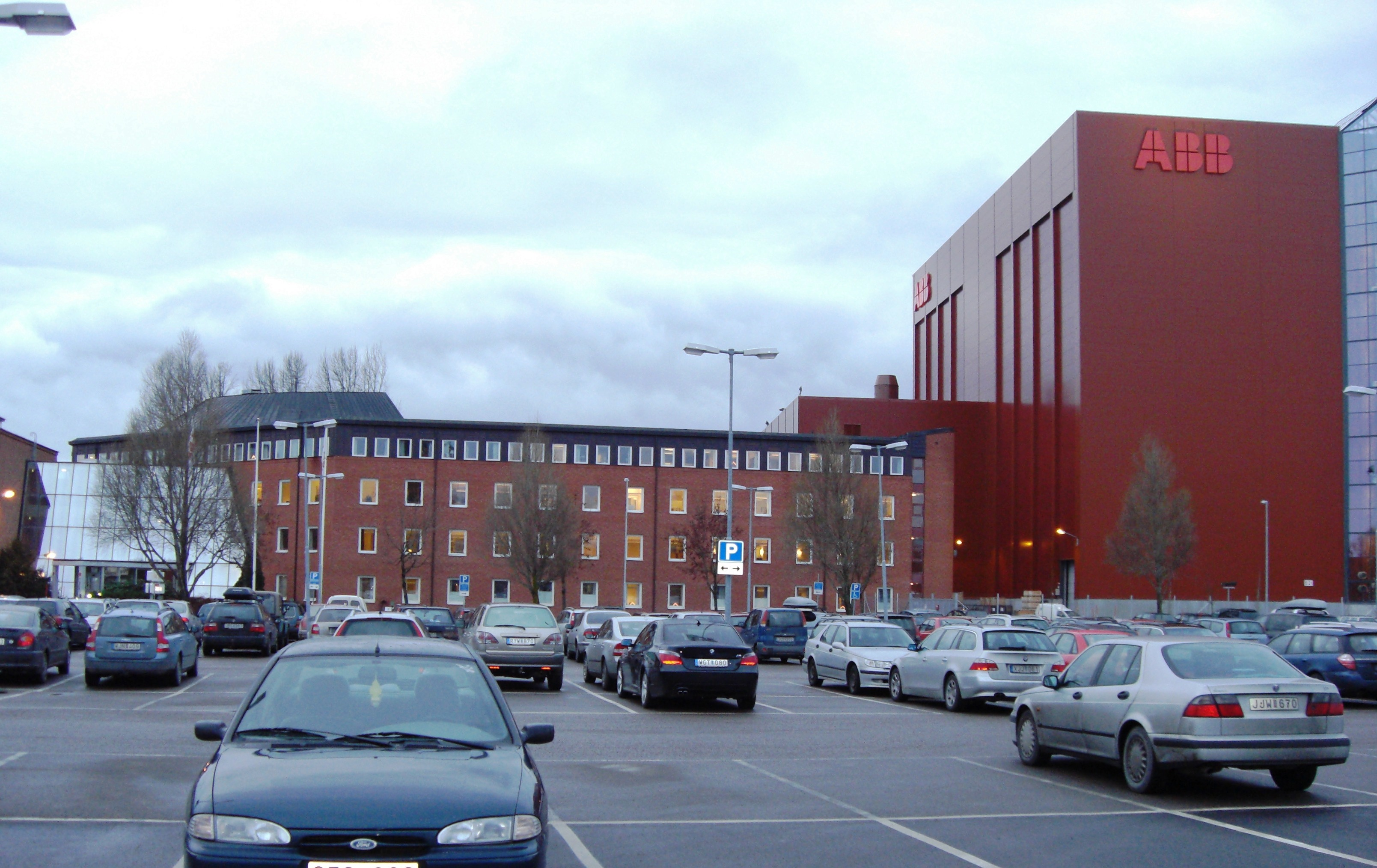
АББ Лудвика

Градообразующим предприятием в Лудвике является АББ (АBB). В 1900 году в Лудвике было основано Nya Förenade Elektriska AB которое изначально являлось конкурентом Allmänna Svenska Elektriska Aktiebolaget (ASEA) но в 1916 году продало свои акции своему конкуренту. В 1988 году от слияния ASEA и Brown Boveri произошла компания АББ. Сейчас Лудвика является мировым центром производства и разработки энергопередающего оборудования. Кроме АББ в Лудвике действуют в этой области STRI и High Voltage Valley. Рядом с АББ находится крупнейший в Европе производитель телефонных и электрических столбов Rundvirke Poles AB. Так же в коммуне находится пивоварня Spendrups.

## Транспорт

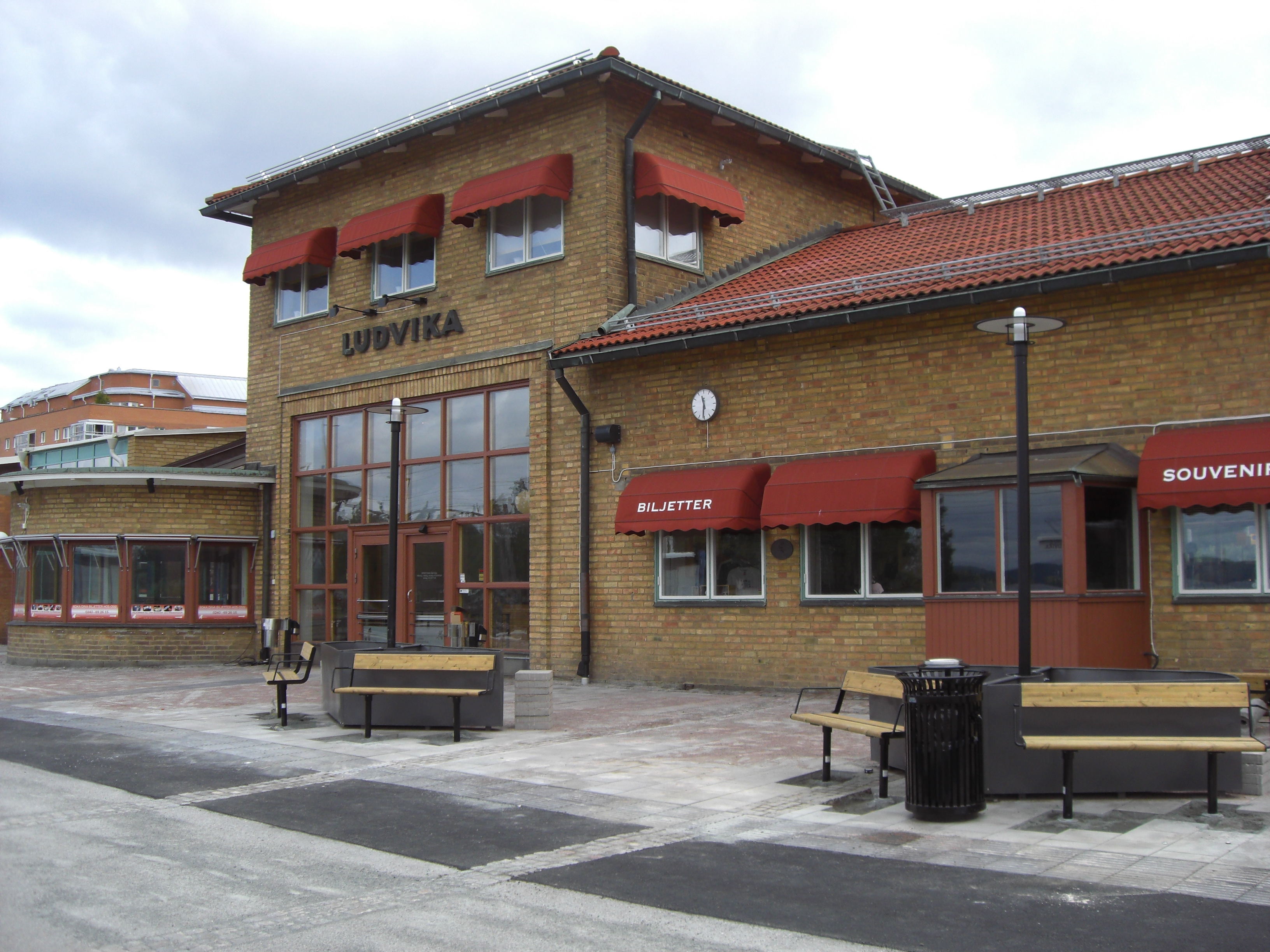
Вокзал

В Лудвике ходят автобусы Flixbus местного и дальнего сообщения. Железнодорожный вокзал в Лудвике совмещён с автобусным.
Туда же прибывают трансферные автобусы паромных компаний

## Ежегодный музыкальный фестиваль

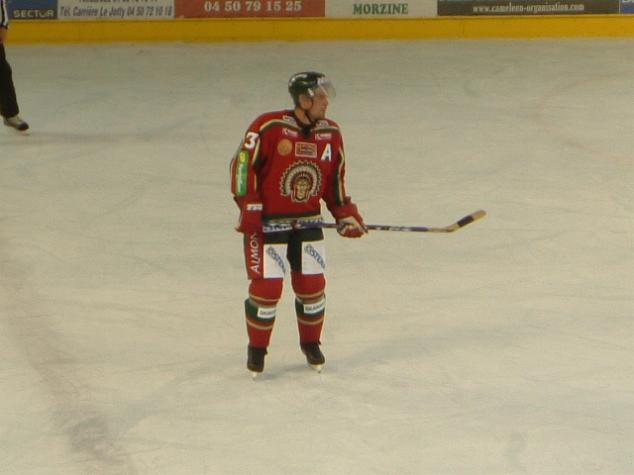
Ронни Сундин, знаменитый хоккеист, уроженец Лудвики

Музыкальный фестиваль «Ludvika Festen» проводится ежегодно начиная с 2000 года. Фестиваль проходит в конце июня-начале июля.

## Спорт
Спортивные клубы действующие в Лудвике:
- Ludvika FK
- Östansbo IS
- Ludvika Paddlarklubb

## Города-побратимы
- Финляндия: Иматра
- Германия: Бад-Хоннеф